# Chłyści
Chłyści (ros. хлысты) – rosyjska sekta religijna powstała w 1645 roku. Jej założyciel, Daniła Filipowicz, ogłosił się nowym wcieleniem Boga i rozpoczął nauczanie oparte na dwunastu nowych przykazaniach, które miały zastąpić dotychczasowy dekalog.

## Etymologia
Wyznawcy nurtu religijnego nazywali siebie „ludźmi Bożymi” lub „wiarą Chrystusową”. W literaturze naukowej na określenie sekty stosowane są terminy „chłyści” (хлысты, хлыстовщина) oraz „chryści” (христововеры, христовщина). Wyraz „chłyści” pochodzi od rosyjskiego słowa „хлестать” (chłostać, biczować się) bądź jest celowym zniekształceniem wyrazu „chryści” przez duchowieństwo prawosławne, które uważało za niestosowne używanie imienia Chrystusa w nazwie sekty.

## Historia

### Powstanie sekty
Założycielem tej grupy religijnej był chłop i żołnierz-dezerter Daniła Filipowicz, który w 1645 roku w okolicach Wiaźmy ogłosił się wcielonym Bogiem. Nauczał wędrując po północnych ziemiach Rosji razem ze swoim zwolennikiem Iwanem Susłowem, którego określał jako „umiłowanego syna, Jezusa Chrystusa”. Filipowicz głosił, iż przybył jako Bóg na ziemię, by przekazać ludzkości nowe dwanaście przykazań w miejsce dawnych dziesięciu. Nawoływał Rosjan do występowania z Rosyjskiego Kościoła Prawosławnego, rezygnacji ze spożywania alkoholu i miodu oraz do abstynencji seksualnej. Susłow, uwięziony w 1658 roku w Moskwie, zmarł śmiercią naturalną w wieku blisko stu lat, jednak jego zwolennicy i następcy (nowi „Chrystusowie”) stworzyli legendę o jego narodzeniu z bezpłodnej stuletniej kobiety, ukrzyżowaniu na Kremlu moskiewskim (przy udziale patriarchy Nikona) i zmartwychwstaniu na oczach odzianych w biel dziewic.

### XVIII–XX wiek
Po śmierci Susłowa przywództwo chłystów objął były oficer strzelców, który wstąpił do monasteru i rozpoczął głoszenie nauki sekty wśród mnichów. Jego była żona jako mniszka podjęła analogiczne działania wśród kobiet. W 1733 roku osiemdziesięciu siedmiu członków grupy zostało osądzonych i skazanych za herezję, a sześć lat później szczątki dwóch „Chrystusów” ekshumowano i zniszczono. W latach 40. i 50. XVIII w. w kolejnym procesie osądzono 416 członków sekty. Represje nie zahamowały chłystów, którzy kontynuowali swoją działalność w całej Rosji. Pojawiali się kolejni „Chrystusowie”, którym coraz częściej towarzyszyli nowi „apostołowie” i „anielice”, kierowane przez „Bogurodzice”.

## Doktryna

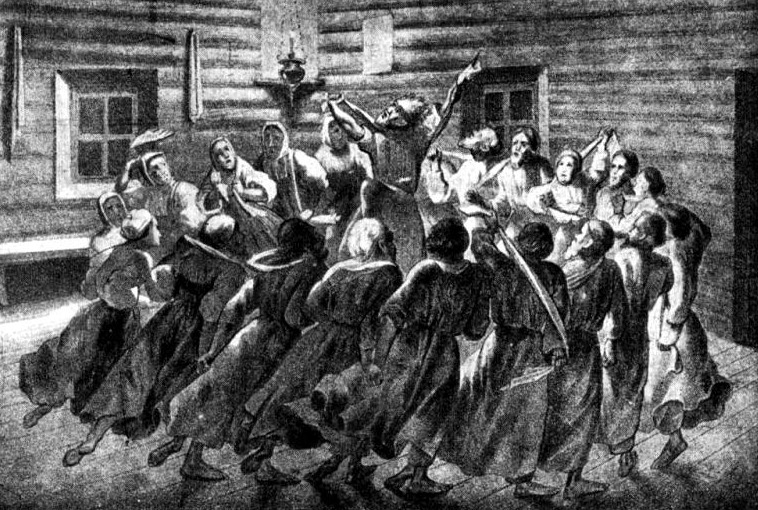
Radienije

Poglądy chłystowskie zbliżone są do herezji wczesnochrześcijańskich. Gmina chłystowska nazywała się okrętem (корабль), na czele której stał sternik (кормщик), zwany także nauczycielem, prorokiem, a czasem chrystusem. Spełniał on funkcję strażnika czystości wiary, moralności. Inną funkcję spełniała sterniczka (кормщица), która przyjmowała nowych członków i przewodziła radienjam, do których byli dopuszczani tylko wtajemniczeni członkowie gminy. Początkowo obrzędy chłystowskie polegały na śpiewie pieśni religijnych i długotrwałym powtarzaniu formuł typu „Oj, Bóg, oj, duch, król Bóg, król duch”. Z czasem dominującą formą kultu stało się wykonywanie ekstatycznego tańca kołowego, połączone z wzajemnym biczowaniem lub samobiczowaniem, przez co, jak wierzyli, umartwiane były cielesne namiętności, a dusza zwracała się do Boga. Spotkania chłystów odbywały się w tajemnicy, w miejscach określanych przez wyznawców jako Jerozolima.
Według nauki chłystów Bóg może się wcielać nieskończoną ilość razy w godnych tego ludzi. Biblia nie odgrywa u chłystów wielkiej roli, choć jej nie odrzucają. Najważniejszym źródłem nauki są wypowiedzi „chrystusów” i proroków, a ponieważ u chłystów było ich wielu, to nauczanie sekty nie jest jednolite. Wierzą oni w reinkarnację i preegzystencję dusz. Po śmierci dusza może stać się aniołem (jeżeli oczyściła się przebywając w ciele chłysta), diabłem, wcielić się w noworodka, albo w zwierzę. Osobliwością etycznej nauki chłystów jest doktryna o grzeszności małżeństwa. Małżeństwo Adama stanowi w ich teologii grzech pierworodny. Jeżeli chłyści je zawierają, to nie powinni obcować ze sobą, lecz żyć w celibacie, „jak brat z siostrą”. Dzieci ze związków małżeńskich uważane są za „pomiot szatana”, natomiast dzieci poczęte podczas chłystowskich ceremonii, zwanych radienjami (радения), za poczęte z Ducha Świętego. Wielu chłystów jednak unikało i takich dzieci dokonując spędzania płodu. Także cielesne związki między mężczyznami i „żonami duchowymi” nie są uważane za grzech. Chłyści w większości praktykowali wegetarianizm, powstrzymywali się także od używania wina, herbaty, kawy, cukru, cebuli, czosnku, ziemniaków i tytoniu.